# Bermerain Communal Cemetery
Le cimetière « Bermerain Communal Cemetery » est l'un des deux cimetières militaires  de la Première Guerre mondiale situés sur le territoire de la commune de Bermerain, Nord.  Le second est le cimetière militaire britannique situé au carrefour de la route de Vendegies-sur-Écaillon.

## Localisation
Ce cimetière est situé à la sortie nord-est du village, à l'entrée du cimetière communal, rue de la Folie.

## Historique
Occupé dès la fin août 1914 par les troupes allemandes, Bermerain  est resté  loin des combats jusqu'au 24 octobre 1918, date à laquelle le village a été repris par les troupes britanniques .

## Caractéristique
Ce cimetière comporte les tombes de 41 soldats britanniques tombés le 24 octobre 1918 ou décédés de leurs blessures dans les jours suivants lors des combats pour libérer le village.

## Sépultures
| Pays        | Sépultures |
| ----------- | ---------- |
| Royaume-Uni | 41         |

### Liens Externes
http://www.inmemories.com/Cemeteries/bermerain.htm